# 14. Internationale Sechstagefahrt

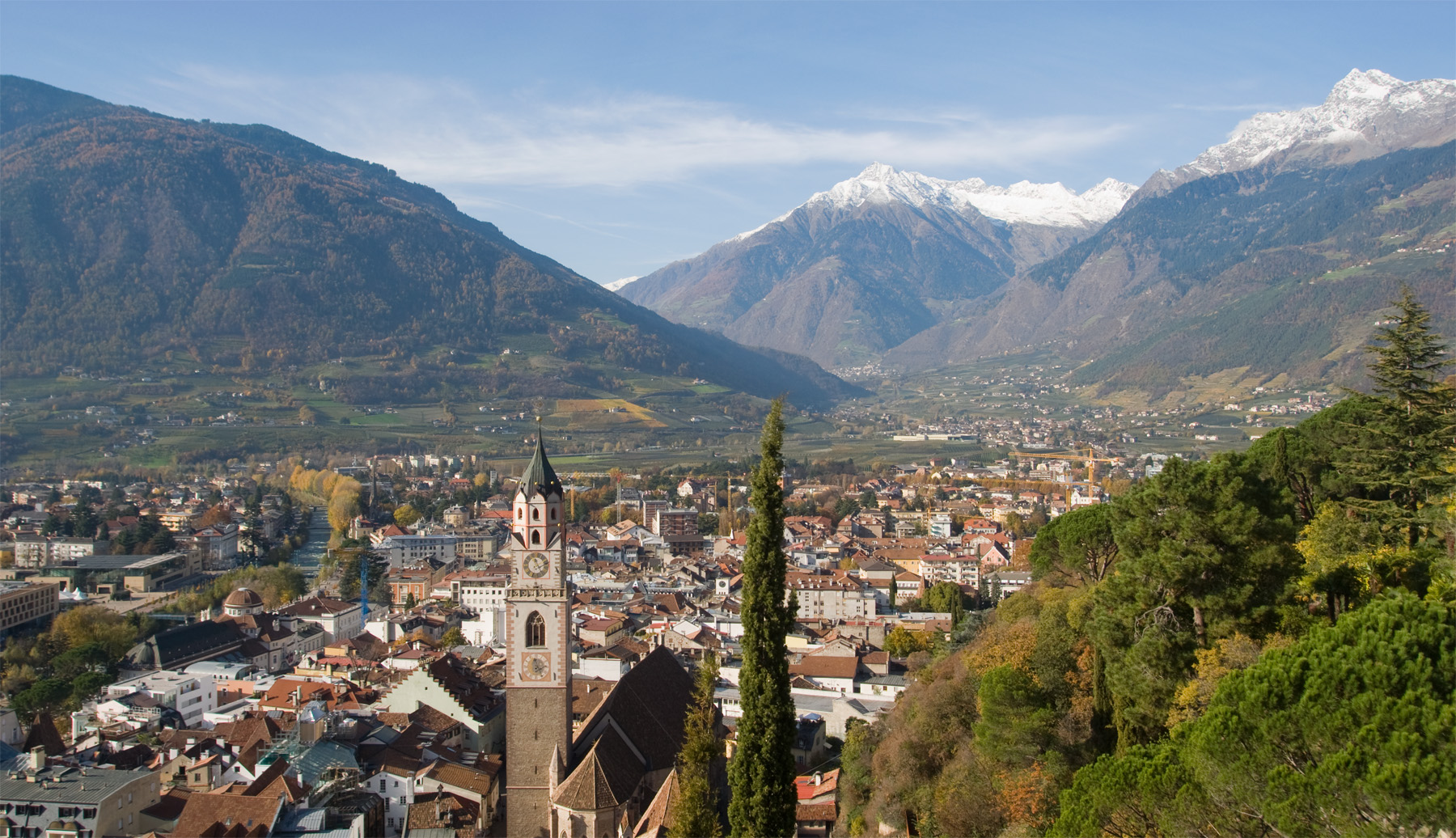
Meran, Start- und Zielort der einzelnen Etappen

Die 14. Internationale Sechstagefahrt war ein Motorrad-Geländesportwettbewerb der vom 29. August bis zum 3. September 1932 im italienischen Meran sowie den umliegenden Alpen stattfand. Die Nationalmannschaften Großbritanniens konnten zum neunten Mal die Trophy sowie zum achten und gleichzeitig dritten Mal in Folge die Silbervase gewinnen.

## Wettkampf
Nach dem erneuten Sieg der italienischen Trophy-Mannschaft im vorherigen Jahr fand die Sechstagefahrt erneut im italienischen Meran statt. Wieder führten die täglichen Etappen über die Pässe der Dolomiten und der italienischen Alpen.
Um die Trophy-Wertung fuhren Mannschaften aus Italien, Großbritannien, der Tschechoslowakei und Deutschland. Das deutsche Trophy-Team bestand aus den BMW-Fahrern Ernst Jakob Henne, Josef Stelzer und Josef Mauermayer (Gespann).
Um die Silbervasenwertung kämpften jeweils zwei Teams aus Großbritannien, Deutschland, der Tschechoslowakei, den Niederlanden sowie jeweils ein Team aus Österreich und der Schweiz. Die deutsche Silbervase-A-Mannschaft bestand aus den auf Ardie fahrenden Brüder Georg, Hans und Konrad Thumshirn. Das österreichische Silbervase-Team bestand aus Iglseder (BMW), Pospischil (Ariel) und Otto Steinfellner (Puch).
128 Fahrer waren eingeschrieben. Darunter waren auch die Britinnen Edyth Foley auf Gilera und Marjorie Cottle auf BSA.

### 1. Tag
Am ersten Tag führte die 294 Kilometer lange Strecke von Meran über den Jaufenpass, Brixen, Klausen, Ortisei, Grödner Joch, Sterzing und über den Jaufenpass zurück nach Meran.
Fünf Fahrer schieden aus dem Wettbewerb aus. Sechs Fahrer erhielten Strafpunkte. Durch mehrere Reifenpannen des deutschen NSU-Fahrers Paul Rüttchen und dessen Ausschneiden platzte die deutsche Silbervasen-A-Mannschaft.

### 2. Tag
Am zweiten Tag waren 370 Kilometer zurückzulegen. Die Strecke führte von Meran über Bozen, Trient, Borgo Valsugana, Broconne-Pass, La Gobera, Imer, Fiera di Primero, Passo Cereda, Forcella Aurine, Agordo, Caprili, Pordoijoch, Passo Costalunga und Bozen wieder nach Meran.
Auch am zweiten Tag waren die Straßenverhältnisse schwierig. Der deutsche Seitenwagenfahrer Josef Mauermayer rutschte in einer Kurve in den Straßengraben. Durch das beschädigte Seitenwagenrad war es ihm nicht mehr möglich die nächsten Zeitkontrollen rechtzeitig zu erreichen und erhielt insgesamt 33 Strafpunkte.
Durch den Ausfall von Piet Nortier platzte die niederländische B-Mannschaft in der Silbervase-Wertung.
In der Trophy-Wertung liegen die italienische, die britische und die tschechoslowakische Mannschaft strafpunktlos gleichauf. Die deutsche Mannschaft hat 33 Strafpunkte. In der Silbervase-Wertung sind die beiden italienischen Teams, das tschechoslowakische A-Team, das britische A-Team, das deutsche A-Team, das österreichische und das Schweizer Team noch strafpunktfrei. Danach folgt das britische B-Team (14 Strafpunkte), Niederlande A (21), Niederlande B (100), Tschechoslowakei B (201) und das deutsche B-Team (300 Strafpunkte).
Vier Fahrer schieden aus dem Wettbewerb aus.

### 3. Tag
Die Strecke am dritten Fahrtag betrug 353 Kilometer. Die Strecke führte unter anderem über das Sella- und das Pordojjoch. Erneut waren die Kontrollzeiten eng bemessen. Für die Motorräder mit 250 cm³ und die Gespanne betrug die Durchschnittsgeschwindigkeit 35 km/h und für die größeren Motorräder 40 km/h. Durch ein schweres Gewitter am Pordoi wurden die Wettkampfverhätnisse weiter erschwert.
Josef Mauermeyer erhielt erneut acht Strafpunkte. Beim Vorjahressieger, der niederländischen A-Mannschaft in der Silbervase-Wertung fiel Bertus van Hamersveld mit einem gebrochenen Rad aus. Damit war eine Titelverteidigung nicht mehr möglich.
In der Trophywertung waren die italienische, die britische und die tschechoslowakische Mannschaft immer noch strafpunktfrei. Die deutsche Mannschaft hat 41 Strafpunkte.
In der Silbervase-Wertung waren die beiden italienischen Mannschaften sowie die A-Mannschaften aus Großbritannien und Deutschland strafpunktfrei. Es folgten Tschechoslowakei A (10 Strafpunkte), Großbritannien B (14), Schweiz (19), Österreich (100), Niederlande A (121), Niederlande B (200), Tschechoslowakei B (301) und Deutschland B (501).
Neun Fahrer schieden aus dem Wettbewerb aus.

### 4. Tag
109 Fahrer nahmen am vierten Tag den Wettkampf auf der 373 Kilometer langen Strecke auf. Die Strecke führte teilweise über schmale Militärstraßen. Unter anderem waren der Passo di Campo Grosso und der Passo di Xomo zu überqueren.
Durch den Ausfall des Österreichers Iglseder platzte dieses Silbervasen-Team. Edyth Foley schied nach einem Sturz und dem Bruch des Handgelenkes aus.
In der Trophy-Wertung gab es keine Veränderung gegenüber dem Vortrag. In der Silbervase-Wertung führen die beiden italienischen Mannschaften und die britische A-Mannschaft. Die deutsche A-Mannschaft hat einen Strafpunkt. Danach folgten die tschechoslowakische A-Mannschaft (10 Strafpunkte), Großbritannien B (14), Schweiz (24), Österreich (200), Niederlande A (221), Niederlande B (300), Tschechoslowakei B (401) und Deutschland B (701).
Acht Fahrer schieden aus dem Wettbewerb aus.

### 5. Tag
Die Strecke am letzten Tag führte über den Mendelpass zum Gardasee und über Bozen wieder zurück nach Meran.
Der tschechoslowakische Fahrer Kaiser auf Jawa erhielt 26 Strafpunkte. Damit fällt die tschechoslowakische Mannschaft aus dem Kampf um die Trophy-Wertung heraus. Somit waren nur noch die britische und die italienische Mannschaft strafpunktfrei.
In der Silbervase-Wertung sah das Ergebnis am Ende des fünften Tages wie folgt aus: Italien A und B, Großbritannien A (alle 0 Strafpunkte), Deutschland (1), Tschechoslowakei (10), Großbritannien B (14), Schweiz (38).
Zwei Fahrer schieden aus dem Wettbewerb aus.

### 6. Tag
Am letzten Tag waren noch einmal 351 Kilometer zurückzulegen. Die Strecke führte von Meran über Costalunga, Fassatal, Predazzo, Forcella Aurine, Cortina d’Ampezzo, Passo di Falzarego, Arabba, Pordoi, Sella, Bozen zurück nach Meran. Am letzten Tag wurde eine Etappe und das Abschlussrennen (Geschwindigkeitstest) als letzte Sonderprüfung gefahren. Der auf einem Straßendreieck eingerichtete Rundkurs hatte eine Länge von 2,975 Kilometern. Je nach Klasse hatten die Fahrer eine bestimmte Rundenzahl (siehe Tabelle) innerhalb einer Stunde zu absolvieren.
| Klasse     | 175 cm³ | 250 cm³ | 350 cm³ | 500 cm³ | 750 cm³ | 600 cm³ (a) | 1000 cm³ (a) |
| ---------- | ------- | ------- | ------- | ------- | ------- | ----------- | ------------ |
| Rundenzahl | 20      | 21      | 22      | 23      | 23      | 21          | 22           |

Der britische Trophy-Fahrer Albert E. Perrigo hatte während dieser Prüfung einen Defekt. Er konnte jedoch den Rückstand wieder aufholen.
Bei der Silbervase-Wertung erlitt der italienische Fahrer des A-Teams Carlo Fumagalli einen Reifenschaden. Da das B-Team auf schwächeren Motorrädern unterwegs war, konnte auch in dieser Wertung das britische Team gewinnen.
Von 128 am ersten Tag gestarteten Fahrern erreichten 99 das Ziel.

## Endergebnisse

### Trophy
| Platz | Team                   | Strafpunkte | Zeitgewinn (b) |
| ----- | ---------------------- | ----------- | -------------- |
| 1.    | Vereinigtes Königreich | 0           | 28:19,40       |
| 2.    | Königreich Italien     | 0           | 26:05,60       |
| 3.    | Tschechoslowakei       | 26          | -              |
| 4.    | Deutsches Reich        | 66          | -              |

### Silbervase
| Platz | Team                                  | Strafpunkte | Zeitgewinn (c) |
| ----- | ------------------------------------- | ----------- | -------------- |
| 1.    | Vereinigtes Königreich (A-Mannschaft) | 0           | 40:18,00       |
| 2.    | Königreich Italien (B-Mannschaft)     | 0           | 15:32,60       |
| 3.    | Deutsches Reich (A-Mannschaft)        | 1           | -              |
| 4.    | Tschechoslowakei (A-Mannschaft)       | 10          | -              |
| 5.    | Königreich Italien (A-Mannschaft)     | 15          | -              |
| 6.    | Schweiz                               | 35          | -              |
| 7.    | Vereinigtes Königreich (B-Mannschaft) | 42          | -              |
| 8.    | Österreich                            | 400         | -              |
| 9.    | Niederlande (A-Mannschaft)            | 421         | -              |
| 10.   | Niederlande                           | 500         | -              |
| 11.   | Tschechoslowakei (B-Mannschaft)       | 621         | -              |
| 12.   | Deutsches Reich (B-Mannschaft)        | 1101        | -              |

### Einzelwertung
| Klasse       | Starter | Gold | Silber | Bronze | ohne Auszeichnung | Ausfall/Disqualifikation | Ausfall/Disqualifikation | Ausfall/Disqualifikation | Ausfall/Disqualifikation | Ausfall/Disqualifikation | Ausfall/Disqualifikation | Ausfall/Disqualifikation | Klassensieger (Motorrad)       | Strafpunkte | Zeitgewinn (d) |
| Klasse       | Starter | Gold | Silber | Bronze | ohne Auszeichnung | 1. Tag                   | 2. Tag                   | 3. Tag                   | 4. Tag                   | 5. Tag                   | 6. Tag                   | Gesamt                   | Klassensieger (Motorrad)       | Strafpunkte | Zeitgewinn (d) |
| ------------ | ------- | ---- | ------ | ------ | ----------------- | ------------------------ | ------------------------ | ------------------------ | ------------------------ | ------------------------ | ------------------------ | ------------------------ | ------------------------------ | ----------- | -------------- |
| 175 cm³      | 20      | 14   | 2      | 3      | 1                 | 0                        | 0                        | 0                        | 0                        | 0                        | 0                        | 0                        | E. Manetti (Atala 175)         | 0           | 12:50,00       |
| 250 cm³      | 10      | 7    | 0      | 1      | 0                 | 0                        | 0                        | 2                        | 0                        | 0                        | 0                        | 2                        | Terzo Bandini (Moto Guzzi 250) | 0           | 15:35,00       |
| 350 cm³      | 6       | 2    | 1      | 1      | 1                 | 0                        | 0                        | 0                        | 1                        | 0                        | 0                        | 1                        | W. T. Tiffen (Velocette 350)   | 0           | 9:37,60        |
| 500 cm³      | 66      | 38   | 7      | 4      | 1                 | 3                        | 2                        | 3                        | 6                        | 2                        | 0                        | 16                       | J. Williams (Rudge 500)        | 0           | 13:42,60       |
| 750 cm³      | 13      | 5    | 1      | 2      | 0                 | 2                        | 1                        | 1                        | 1                        | 0                        | 0                        | 5                        | Ernst Jakob Henne (BMW 750)    | 0           | 10:16,40       |
| 600 cm³ (e)  | 10      | 3    | 0      | 3      | 0                 | 0                        | 1                        | 2                        | 0                        | 0                        | 1                        | 4                        | R. L. Galloway (Rudge 500)     | 0           | 9:53,40        |
| 1000 cm³ (e) | 3       | 1    | 0      | 0      | 1                 | 0                        | 0                        | 1                        | 0                        | 0                        | 0                        | 1                        | E. Koch (BMW 750)              | 0           | 7:21,60        |
| Gesamt       | 128     | 70   | 11     | 14     | 4                 | 5                        | 4                        | 9                        | 8                        | 2                        | 1                        | 29                       |                                |             |                |